# White City (metrostation)
White City is een station van de metro van Londen aan de Central Line. Het station, dat in 1947 werd geopend, ligt aan de Woodlane tegenover de studio's van de BBC. 

## Geschiedenis
In 1908 zouden zowel de Franco-British Exhibition (White City) als de Olympische Zomerspelen worden gehouden in Londen. Hiertoe werd een tentoonstellingsterrein met stadion aangelegd aan de westrand van de toenmalige bebouwing. Doordat alle paviljoens van de tentoonstelling wit geschilderd waren kreeg het gebied de naam White City. De komst van de tentoonstelling leidde tot verschillende plannen voor metroverbindingen met het terrein. De Central London Railway (CLR), de latere Central Line, opende op 14 mei 1908 aan de noordkant, de kant van de tentoonstelling, van haar depot een perron voor bezoekers onder de naam Wood Lane. Concurrent Hammersmith & City Railway was iets sneller met bovengrondse perrons bij de ingang van het tentoonstellingsterrein die op 1 mei 1908 gereed waren onder de naam Wood Lane (Exhibition). Op 18 augustus 1911 liet de CLR haar beleid, om geen gebruik te maken van andermans sporen, varen. Zodoende zou de metro tussen de goederentreinen van de Great Western Railway kunnen doorrijden tot Ealing Broadway. De sporen langs West Acton werden in april 1917 opengesteld voor goederenverkeer, de reizigersdienst van de metro ging op 3 augustus 1920 van start. In verband met deze verlenging werden in het depot extra perrons toegevoegd voor de metro's van/naar het westen. Om aan deze wat rommelige situatie een eind te maken werd in 1938 begonnen met de bouw van een vervangend “echt” station iets ten noorden van het depot. Dit station kreeg de naam White City en zou in 1940 worden geopend, maar de Tweede Wereldoorlog zorgde voor een vertraging van zeven jaar. Het station werd geopend op 23 november 1947, ter vervanging van het eerdere Wood Lane.  Doordat de metro's door het depot tegen de klok inreden is er ten noorden van het depot sprake van, het in Groot-Brittannië ongebruikelijke, rechtsverkeer om aan te sluiten op de historisch gegroeide situatie, tussen White City en East Acton kruisen de metro's naar het westen de tegenliggers met een viaduct zodat ten westen van White City weer links gereden wordt. Het architectonische ontwerp van het station won een prijs op het Festival of Britain en links van de hoofdingang hangt een gedenkplaat voor de toegekende prijs. Het station ontving een certificaat van verdienste bij de 2009 National Railway Heritage Awards, London Regional-categorie, voor de modernisering (voltooid in 2008) die ervoor zorgde dat erfgoed en architectonische kenmerken behouden bleven.

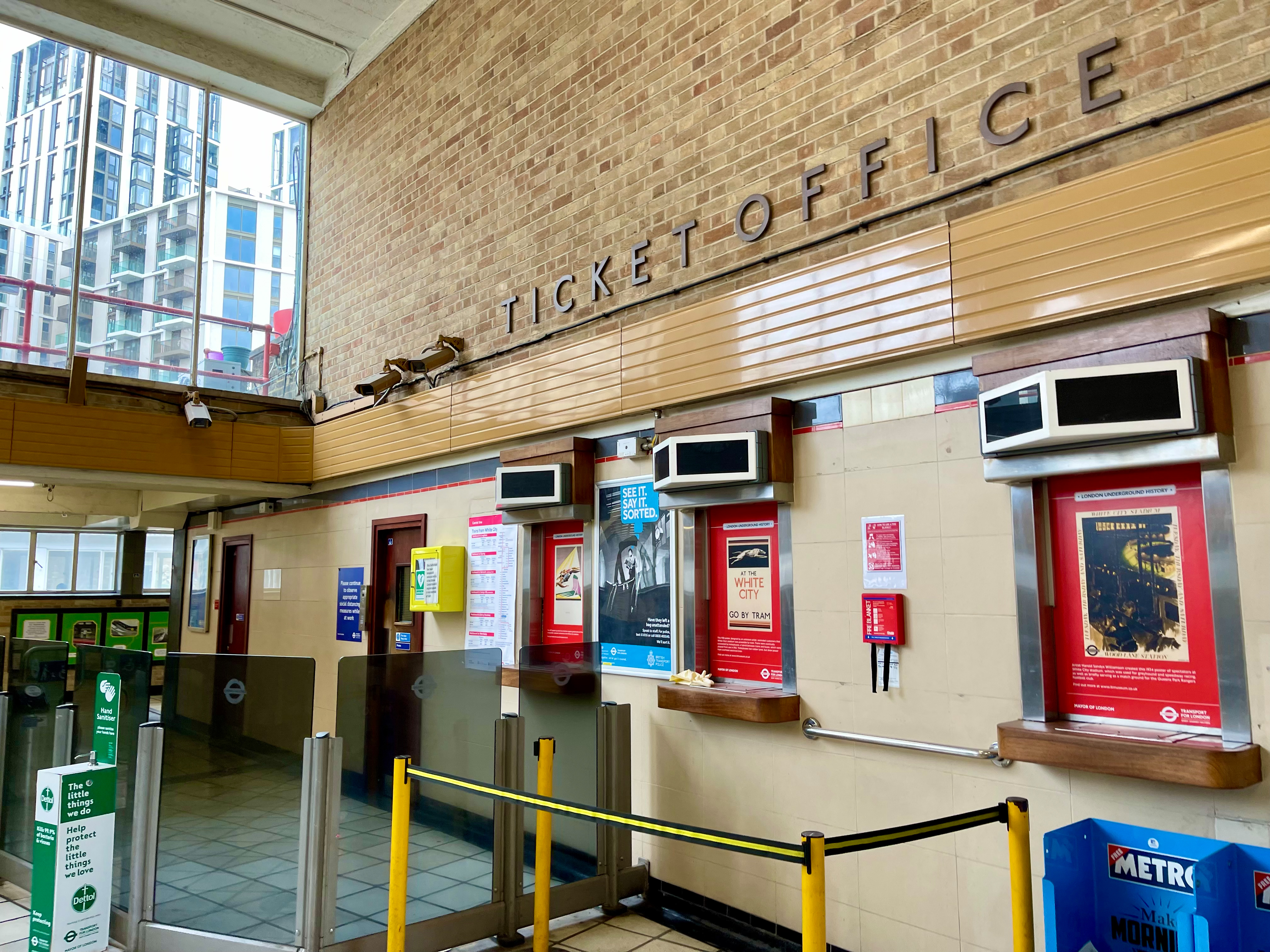
De voormalige loketten in de stationshal.
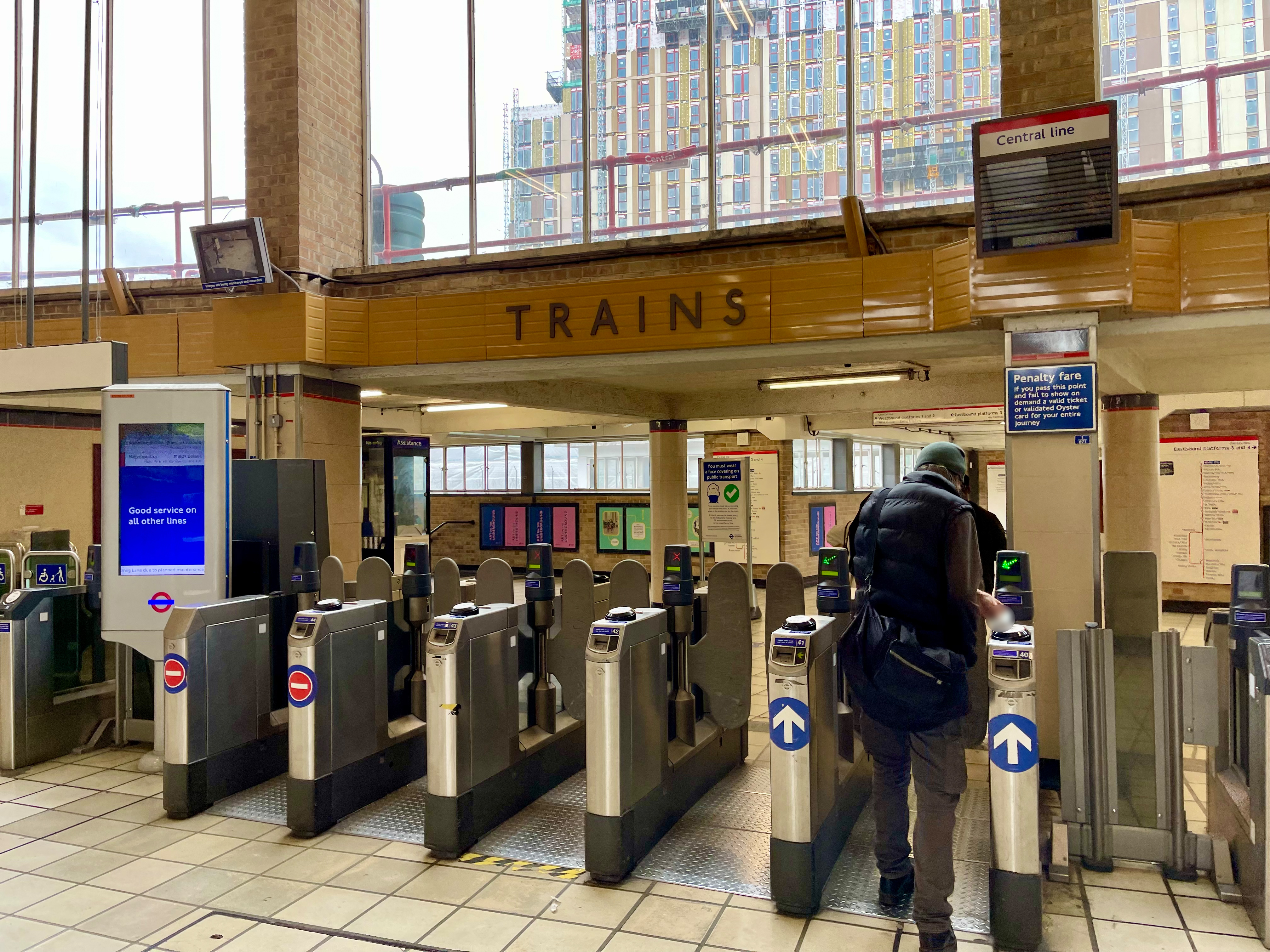
De OV-poortjes aan de oostkant van de stationshal.
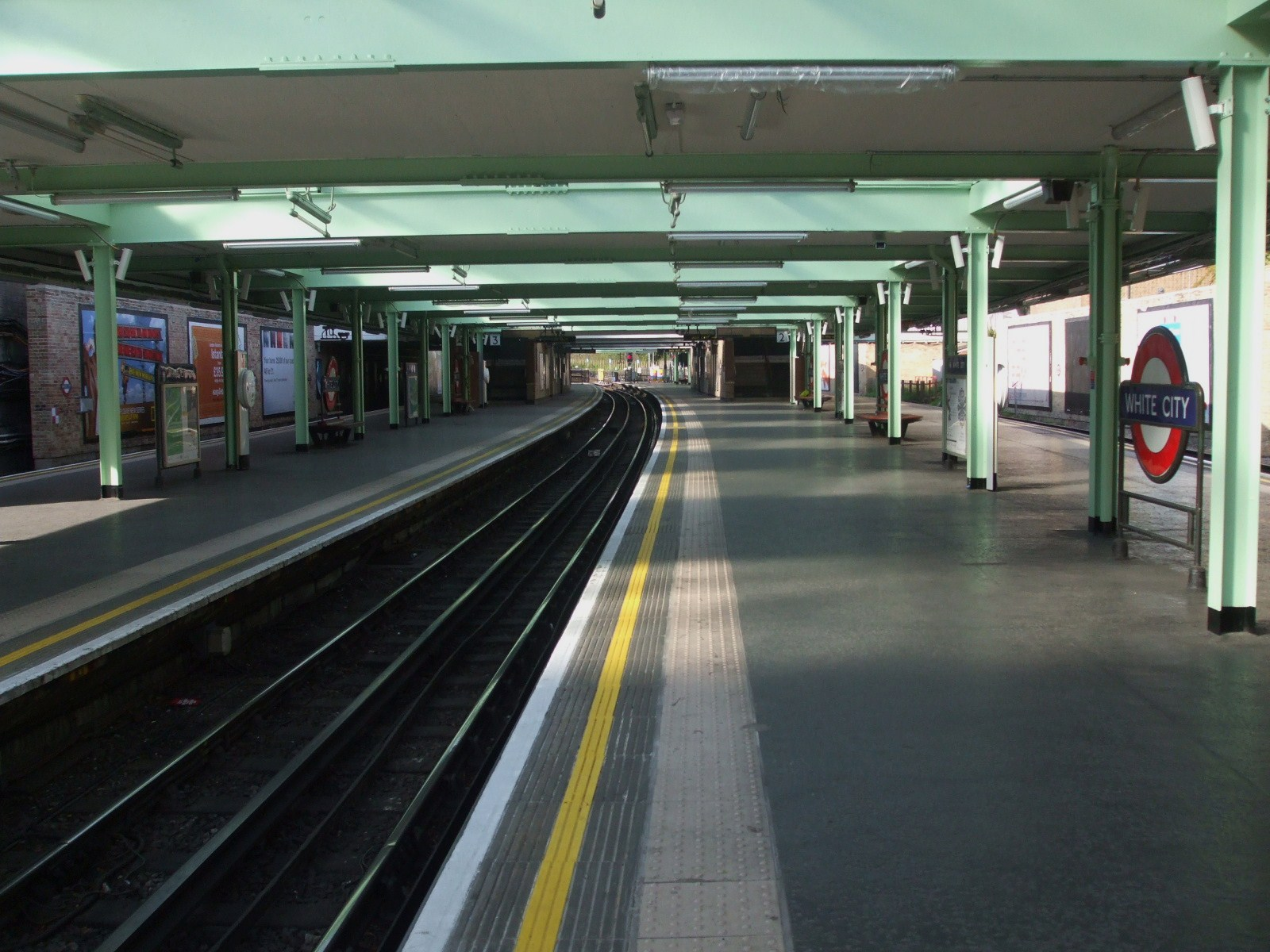
Het middelste spoor tussen de perrons gezien uit het zuiden.

## Ligging en inrichting
Het station ligt in een sleuf met bakstenen wanden aan de oostkant van Wood Lane direct tegenover het BBC Television Centre en op loopafstand van Loftus Road, de thuisbasis van Queens Park Rangers FC en Westfield London. Overstappers op de Cirle Line en de Hammersmith & City Line kunnen dat doen via het ruim 200 meter zuidelijker gelegen Wood Lane. Het nog iets zuidelijker gelegen Wood Lane Exhibition droeg tussen 23 november 1947 en de sluiting op 29 oktober 1959 eveneens de naam White City.
Het stationsgebouw kent veel architectonische overeenkomsten met Harrow-on-the-Hill dat in het kader van het New Works Programme werd omgebouwd en nog wel voor de Tweede Wereldoorlog gereed was.  Hierbij gaat het vooral om de grote raampartij boven de ingang en de bakstenen gevels. De stationshal op straatniveau ligt tussen de straat langs de westgevel en de sleuf met sporen en perrons. Achter de OV poortjes is de hal aan de oostkant verbonden met een loopbrug over de sporen die met vaste trappen verbonden is met de twee eilandperrons. Er zijn drie sporen waarvan de middelste tussen de beide perrons in ligt. De buitenste sporen worden gebruikt voor de normale dienst terwijl het middelste spoor aan de noordkant eindigt als kopspoor en aan de zuidkant toegang biedt tot het depot. Metrostellen uit de stad kunnen ten noorden van het station keren op een kopspoor tussen de doorgaande sporen om daarna weer terug te gaan in oostelijke richting. Metrostellen die uit dienst gaan kunnen binnenrijden op het middelste spoor en, na het uitstappen van de reizigers, daarna de opstelsporen onder winkelcentrum Westfield oprijden.  